# Avoise de Craon
Avoise de Craon est la fille de Maurice II de Craon et l'épouse de Guy V de Laval.

## Famille
Elle est l'aînée des enfants de Maurice II, Craon, et d'Isabelle de Meulan. Dans son testament, Maurice II disposait en sa faveur de Craon et de Châtelais en cas de prédécès de ses trois fils.
Vers 1193, elle épouse Guy V de Laval dont elle a : 
- Guyonnet de Laval (mort en 1211) ;
- Ozanne, mentionnée dans une charte de l'abbaye de la Réau, citée par Charles Maucourt de Bourjolly[3] ;
- Emma de Laval (vers 1200 - 27 avril 1264) qui hérite de la seigneurie en 1211 à la mort de son frère Guyonnet ;
- Isabeau (Isabelle) de Laval (morte en 1244) qui épouse Bouchard VI de Montmorency.

Après le décès de Guy V vers 1198, Avoise se remaria avec Yves Le Franc dès 1211. Elle lui donna, au dire de Gilles Ménage, quatre enfants, dont Hamelin.
C'est Robert Ier d'Alençon, comte d'Alençon et de Séez, issu des comtes de Ponthieu et de Bellême, qui parut propre aux desseins de Philippe-Auguste pour épouser Emma de Laval, héritière de la baronnie de Laval. Ce dernier s'assura du consentement d'Avoise de Craon, mère d'Emma, de celui des seigneurs de Mayenne, de Craon et de Beaumont, et conclut le mariage de Robert avec l'héritière de Laval. La cérémonie se fit à la cour en 1214. On assigna à Avoise de Craon un douaire que son gendre augmenta plus tard en y ajoutant l'usufruit des terres de la Gravelle et de Montsûrs. Des dons faits par elle à son second mari furent confirmés; il eut en partage les fiefs de Montjean et de Beaulieu, plus la jouissance de quelques autres biens. On lui donna même des espérances sur les biens d'Angleterre, au cas où le roi Jean d'Angleterre viendrait à les restituer; mais le prince anglais ne rendit rien.
Avoise de Craon n'avait pu voir s'achever l'église du prieuré de Sainte-Catherine de Laval qu'elle avait fondé en l'honneur de Sainte-Catherine; elle est morte en 1230 et a été inhumée dans l'église de l'abbaye de Bellebranche, dont elle était bienfaitrice.